# Frank O. Briggs
Frank Obadiah Briggs, född 12 augusti 1851 i Concord, New Hampshire, död 8 maj 1913 i Trenton, New Jersey, var en amerikansk republikansk politiker. Han representerade delstaten New Jersey i USA:s senat 4 mars 1907-3 mars 1913.
Fadern James F. Briggs var ledamot av USA:s representanthus 1877-1883. Frank O. Briggs gick i skola i Phillips Exeter Academy och studerade vid United States Military Academy. Han tjänstgjorde i infanteriet fram till 1877. Han var borgmästare i Trenton 1899-1902.
Briggs var delstatens finansminister (New Jersey State Treasurer) 1902-1907. Han efterträdde 1907 John F. Dryden som senator för New Jersey. Han kandiderade till omval efter en mandatperiod i senaten men förlorade mot demokraten William Hughes.
Briggs grav finns på Riverview Cemetery i Trenton.